# NGC 6525
NGC 6525 is een open sterrenhoop in het sterrenbeeld Slangendrager. Het hemelobject werd op 29 juli 1829 ontdekt door de Britse astronoom John Herschel.